# Territorio de la Capital Federal
El Territorio de la Capital Federal (inglés: Federal Capital Territory) es un territorio federal de Nigeria que contiene la capital nacional, Abuya. El territorio fue formado el 3 de febrero de 1976 de partes de los estado de Nasarawa, Níger y Kogi. Es en la región central del país. A diferencia de los Estados de Nigeria, que están encabezados por los Gobernadores electos, este es administrado por la Administración del Territorio de la Capital Federal, concretamente por un ministro designado por el presidente.

## Geografía
El territorio se encuentra justo al norte de la confluencia del río Níger y el río Benue. 
Limita con los estados de Níger al oeste y el norte, Kaduna al noreste, Nasarawa al este y al sur, y Kogi al suroeste.
Posee una superficie de 7.315 km², con una población de 1.405.201 habitantes y una densidad de 190/km².
El Territorio de la Capital Federal, está dentro de la región de la sabana nigeriana con condiciones climáticas moderadas.
Se encuentra ubicada entre la latitud de 8.25 y 9.20 al norte del ecuador y la longitud de 6.45 y 7.39 al este del  meridiano de Greenwich.

## Divisiones
El territorio está conformado por seis áreas de gobierno local (en inglés: local government areas):
- Abaji
- Abuya
- Bwari
- Gwagwalada
- Kuje
- Kwali